# Bret Easton Ellis
Bret Easton Ellis (Los Angeles, Kalifornia, 1964. március 7. –) amerikai író, az ún. X-generációs írók egyik legismertebbje.

## Élete
Ellis 1964. március 7-én született Los Angelesben, apja gazdag ingatlanfejlesztő volt, anyja háztartásbeli. Szülei 1982-ben elváltak. Tanulmányait a Buckley Schoolban, majd a Vermont-beli Bennington College-ban folytatta. A nyolcvanas években zenészkedett is. Első regénye, a Nullánál is kevesebb még egyetemista évei alatt jelent meg. 1987-ben New Yorkba költözött, jelenleg New York és Los Angeles között ingázik.
Ellis 2005-ben törte meg hallgatását magánéletéről: a New York Times cikkében őszintén vallott Michael Wade Kaplanhez fűződő baráti-szerelmi viszonyáról. Wade 2004 januárjában váratlanul elhunyt, ez vezette Ellist arra, hogy a nyilvánosság előtt is beszéljen biszexualitásáról.

## Szépírói munkássága
Ellis írói hírnevét első regénye, az 1985-ben napvilágot látott Nullánál is kevesebb alapozta meg. A könyv története Los Angelesben játszódik, ide tér haza a regény főszereplő-elbeszélője, a beszédes nevű Clay (agyag), hogy az egyetemi karácsonyi szünetet családjával és barátaival töltse. A minimalizmus stílusjegyeit magán viselő szöveg olvasható az önimádó, anyagias és atomizálódó kaliforniai elit szatirikus leírásaként, illetve olyan családregényként, melyben a családtagok kapcsolatát legfőképpen a meg nem értés jellemzi. Ellis már ebben a könyvében különleges érzékenységet mutat regényszöveg és technikai médiumok összetársítása terén: „a tér és időmegjelöléssel kezdődő rövid jelenetek, [...] a gyakori és hirtelen vágások [...] a zenecsatorna által sugárzott [...] videóklipek működésével állíthatók párhuzamba”.
Az 1987-ben megjelent A vonzás szabályai egy kitalált, keleti parti college-ba vezeti olvasóját. Ellis ebben a könyvében egyfelől a soktávlatú elbeszélésmóddal kísérletezik (a narrátor személye beszédtöredékenként változik), másfelől a feje tetejére állítja az egyetemi regény intellektuális hagyományát. A könyv azoknak a hallgatóknak a távlatából mutatja be az egyetemi életformát, akik csekély érdeklődést mutatnak tanulmányaik iránt, így alig is bukkan fel a szemináriumok és az oktatók világa, ahol viszont megjelenik, ott kifejezetten karikatúraszerűen.
Noha a korai művek minimalista írásmódja nem tűnik el az 1991-ben közreadott Amerikai psychóból, Ellis a posztmodern írástechnika elemeit is használni kezdi. Az enciklopédikus igényű vállalkozás olyan szöveggyűjteményként olvasható, melyben a legkülönfélébb kulturális eredetű médiaszövegek összjátékával találkozik az olvasó. A regény főszereplő-elbeszélője Patrick Bateman, egy jómódú New York-i yuppie, aki gondtalan ám kiüresedett életét erőszakkal és gyilkolással próbálja élhetővé tenni. A regény a divat, a zene, az akciófilm, a krimi, a horror és a pornográfia tömegkulturális mozaikjaiból épül föl. A mű ugyanakkor élénk párbeszédet folytat a klasszikus magasirodalommal is: Dante Poklával, a 19. századi (Victor Hugo, Dosztojevszkij) és a 20. századi egzisztencialista szépprózával (Albert Camus).
1994-ben Ellis novelláskötettel jelentkezett: Az informátorokban olvasható 13 elbeszélés többsége a nyolcvanas évek minimalizmusának stílusjegyeit viseli magán. „Szemben a 2010-es Királyi hálószobákkal, Az informátorok nem továbbírja a Nullánál is kevesebb szereplőinek történetét – áthelyezve őket egy későbbi korba –, inkább mellé ír olyan mozaikokat, amelyek az eredetivel részben megegyező, részben párhuzamos, s attól kevéssé különböző epikus világot építenek föl.”
Az 1998-ban napvilágot látott Glamoráma Ellis szerint az első olyan regénye, amelynek van cselekménye. Victor Ward modellből filmszínésszé avanzsálva igyekszik a sztárok világába, amikor különös ajánlatot kap: Londonba kell utaznia, hogy fölkutassa egykori szerelmét. Az akció- és kémfilmek sémáiból építkező, azok paródiájaként is olvasható regényben Victor a médiumok, elsősorban a kép és a film világának veti alá magát oly radikális módon, hogy azok erőszaka végül fölszámolja identitását is. A Glamoráma elbeszéléstechnikája először kialakítja, majd mind hangsúlyosabban lebontja az epikus világ vonatkoztathatóságát: nem tudni, a főszereplő egy valóságos tortúra része-e, vagy csupán filmforgatások karaktere. A regénybeli, topmodellekből álló terrorista csoport célja is a képrombolás, valamint a képeken keresztül történő pusztítás, így a Glamoráma Hitlertől származó mottója („Tévednek, ha azt hiszik, hogy amit teszünk, az tisztán politika”) értelmében a terrorizmus az esztétikával és az identitás manipulálhatóságával kerül összefüggésbe.
Holdpark című 2005-ös regényében Ellis az úgynevezett autográfia, az ön-írás alakzatait működteti: ál-önéletrajzi elbeszélés, amely végigköveti életművének és pályájának egyes állomásait, ugyanakkor szatirikus-parodisztikus és túlzó olvasatát is adja annak. A regény elbeszélője és főszereplője a frissen megházasodott Bret Easton Ellis, aki feleségével, kisfiával és nevelt lányával a New York-i kertvárosi környezetben próbálja rendbe hozni elhibázott életét, s megírni új regényét. A narrátor fiktív életrajzi elemekkel élve bontja le az amerikai családkép mintáit: az elveszített apa tükrözi a gyermekeivel kapcsolatot kialakítani képtelen Ellis figuráját, a múlt elfojtott ödipális emlékei pedig mind horrorisztikusabb módon elevenednek meg a jelen miliőjében. A Stephen King előtti tisztelgésként is számon tartott regény ugyanakkor fergeteges gúnyiratát adja a vulgárfreudizmusnak és a pszichoanalitikus, valamint életrajzi és társadalmkritikai-politikai Ellis-olvasatoknak – ily módon Ellis egyszerre állít emlékművet addigi munkásságának, és helyezi ironikus-szarkasztikus fénytörésbe saját fogadtatásának történetét.
A Királyi hálószobák Ellis eddigi utolsó regénye, amelynek főszereplője és elbeszélője a Nullánál is kevesebből megismert Clay, aki – immár felnőttként – sikeres forgatókönyvíró, s ismét a karácsonyi vakáció idejére tér vissza New Yorkból Los Angelesbe. A regény a hard-boiled-krimik kliséit alkalmazva mutatja be Clay hatalmi törekvéseit, valamint az őt észrevétlenül, de mind fenyegetőbben behálózó hatalmi struktúrákat, az egykori fiatalok dekadens életét, a pénzen és manipuláción, alakoskodáson alapuló kapcsolati szisztémákat. A Királyi hálószobák Ellis többi regényéhez hasonlóan erőszakkal telített jelenetek sorát fölvonultató mű, amelyben a hollywoodi, trükkön és megtévesztésen, médiaszimuláción alapuló világ mintegy elnyeli a szereplőket – egyúttal olyan mérföldkő Ellis életművében, amely a múlthoz való jelölt visszatérés gesztusával le is zárja az életmű eddigi szakaszát.

## Magyarul megjelent művei
- 2023 – A szilánkok; ford. Sepsi László; Helikon, Bp., 2023 ISBN 9789636200909
- 2019 – Fehér; ford. Sepsi László; Helikon, Bp., 2022 ISBN 9789634798118
- 2010 – Királyi hálószobák; ford. M. Nagy Miklós; Európa, Bp., 2010 ISBN 9789630790604
- 2005 – Holdpark; ford. M. Nagy Miklós; Európa, Bp., 2005 ISBN 963-07-7891-2
- 1998 – Glamoráma; ford. M. Nagy Miklós; Európa, Bp., 2000 ISBN 963-07-6703-1
- 1994 – Az informátorok; ford. Bart István; Európa, Bp., 1996 ISBN 963-07-6032-0
- 1991 – Amerikai psycho; ford. Bart István, utószó Bán Zsófia; Európa, Bp., 1994 ISBN 963-07-5737-0
- 1987 – A vonzás szabályai; ford. M. Nagy Miklós; Európa, Bp., 2002 ISBN 963-07-7126-8
- 1985 – Nullánál is kevesebb; ford. M. Nagy Miklós; Európa, Bp., 1999 ISBN 963-07-6499-7

## Szakirodalom magyarul
- Abádi Nagy Zoltán: Amerikai minimalista próza. Argumentum, Budapest, 1994
- PRAE 18. (2004/2) Bret Easton Ellis tematikus szám
- Fodor Péter – L. Varga Péter: Az eltűnés könyvei – Bret Easton Ellis. Prae.hu-Palimpszeszt Kiadó, Budapest, 2012